# Alerta Solidària
Alerta Solidaria es una organización española perteneciente a la Izquierda independentista catalana. Apoya legal y jurídicamente a detenidos y encausados tras participar en acciones y movilizaciones. Nació al 2001 impulsada por el Proceso de Vinaroz. Se reivindica como la heredera de los Comités de Solidaridad con los Patriotas Catalanes (CSPC).

## Publicaciones
- Alerta Solidària (2012). El malson d'Orwell, control social i noves tecnologies. Barcelona: Tigre de Paper. ISBN 978-84-938960-7-2.
- Alerta Solidària (2014). Quan la por canvia de bàndol. Manresa: Tigre de Paper. ISBN 978-84-941664-7-1.